# Лема Берже
У теорії графів, лема Берже стверджує, що парування {\displaystyle M} є найбільшим тоді і тільки тоді, якщо в {\displaystyle G} немає шляхів розширення щодо {\displaystyle M.}

## Допоміжна лема
Розглянемо граф {\displaystyle G} і припустимо, що {\displaystyle M} і {\displaystyle M'} є двома паруваннями в {\displaystyle G.} Нехай {\displaystyle G'} буде графом отриманим у висліді взяття симетричної різниці {\displaystyle M} і {\displaystyle M';} тобто {\displaystyle (M-M')\cup (M'-M).} {\displaystyle G'} складатиметься із компонент зв'язності, кожна з яких належить до одного з таких класів:
1. Ізольована вершина.
2. Парний цикл чиї ребра чергуються між {\displaystyle M} і {\displaystyle M'.}
3. Шлях чиї ребра чергуються між {\displaystyle M} і {\displaystyle M',} який не є циклом.

Цю лему можна довести звернувши увагу на те, що кожна вершина в {\displaystyle G'} може бути інцидентна не більше ніж двом ребрам: одному з {\displaystyle M} і одному з {\displaystyle M'.} Графи чиї вершини мають степені, що менші або дорівнюють 2, повинні складатись з або ізольованих вершин, або циклів, або шляхів. Більше того, кожний шлях і цикл у {\displaystyle G'} повинен перемежовувати ребра між {\displaystyle M} і {\displaystyle M'.} Для того, щоб цикл відповідав цій умові, він мусить мати однакову кількість ребер з {\displaystyle M} і {\displaystyle M',} тобто парну кількість ребер.

## Доведення
Припустимо існує шлях розширення {\displaystyle P} щодо {\displaystyle M.} Розглянемо симетричну різницю {\displaystyle M\oplus P.} Тому що {\displaystyle P} — це шлях розширення щодо {\displaystyle M',} {\displaystyle M\oplus P} також є паруванням в {\displaystyle G} і {\displaystyle |M\oplus P|=|M|+1.} Отже, протиріччя, тобто {\displaystyle M} — найбільше.
Припустимо {\displaystyle M} не найбільше парування. Нехай {\displaystyle M'} буде найбільшим паруванням і, відповідно, маємо {\displaystyle |M'|>|M|.} Розглянемо {\displaystyle M\oplus M'.} Кожна вершина в {\displaystyle M\oplus M'} має не більше двох сусідніх, оскільки і {\displaystyle M,} і {\displaystyle M'} можуть додати по одній такій вершині. Згідно з попередньою лемою, {\displaystyle M\oplus M'} складається з циклів парної кількості ребер, шляхів та ізольованих вершин. Отже {\displaystyle M} може мати більше ребер більше {\displaystyle M'} тільки завдяки шляхам. Отже, існує не менше одного шляху в {\displaystyle M\oplus M',} який має більше з {\displaystyle M'} ніж з {\displaystyle M.} Але такий шлях є шляхом розширення для {\displaystyle M.}